# Percy Jones
Percy Griffith Jones (Mold, 1889 – 1918. július 2.) walesi származású brit katona, mérnök és repülős. Az első világháború idején megfigyelőként gépével elért öt igazolt győzelmével ászpilóta.

## Élete

### Ifjúkora
Percy Jones 1889-ben született a walesi Mold városában, Flintshire megyében.

### Katonai szolgálata
Az első világháború idején először mérnökként szolgált a Királyi Mérnöki Alakulatnál. Csak később, a háború utolsó évében lépett be a Királyi Repülő Alakulat (Royal Flying Corps) kötelékébe, mint megfigyelő. Első győzelmét Rex Bennett angol pilótával érte el 1918. május 15-én és még aznap, ugyanott megszerezte második győzelmét is. Az általa lelőtt gépek típusa Albatros D.V volt. Harmadik győzelmekor a pilótája már Thomas Traill volt, az áldozat pedig egy Fokker Dr.I, amit Armentièrestől nyugatra lőttek le. Jones negyedik és ötödik győzelménél is Traill volt a pilóta. A negyedik győzelmét 1918. június 30-án érte el reggel fél-nyolckor egy Fokker D.VII legyőzésével, az ötödiket pedig július 2-án egy Pfalz D.III típusú repülőgéppel szemben.
Percy ötödik győzelmének megszerzése után ászpilótává vált, öröme azonban nem tartott sokáig. Még aznap, 1918. július 2-án egy másik pilótával újabb bevetésre indult, de a bevetésen a gépe lezuhant és a baleset során mindketten életüket vesztették. Jones első világháborús szolgálata során mindig Bristol F.2b típusú gépen szerezte győzelmeit, s végig a 20. repülőszázad pilótája volt.

### Légi győzelmei
| Sorszám | Dátum            | Egység                | Repülőgép    | Ellenfél     |
| ------- | ---------------- | --------------------- | ------------ | ------------ |
| 1       | 1918. május 15.  | 20. brit repülőszázad | Bristol F.2b | Albatros D.V |
| 2       | 1918. május 15.  | 20. brit repülőszázad | Bristol F.2b | Albatros D.V |
| 3       | 1918. május 29.  | 20. brit repülőszázad | Bristol F.2b | Fokker Dr.I  |
| 4       | 1918. június 30. | 20. brit repülőszázad | Bristol F.2b | Albatros D.V |
| 5       | 1918. július 2.  | 20. brit repülőszázad | Bristol F.2b | Pfalz D.III  |